# Kopermijn (achtbaan)
De Kopermijn is een wildemuis-achtbaan in het Nederlandse attractiepark Familiepark Drievliet gelegen in Den Haag.

## Algemene informatie
De Kopermijn werd gebouwd door de Duitse attractiebouwer Maurer Söhne en opende in 1996. De baan is uitgevoerd in een mijnthema en maakt gebruik van een kettingoptakeling. Per achtbaantrein bestaande uit één wagon is de capaciteit twee rijen van twee personen voor een totaal van vier personen per trein. Op de huidige locatie stond tot 1995 de achtbaan Jet Star.